# Ehud Gol
Ehud Gol (em hebraico:  אהוד גול; Jerusalém, 1946) é um diplomata de Israel.
De 1969 a 1971, Gol estudou na Universidade Hebraica de Jerusalém, obtendo licenciatura em Relações Internacionais e Ciência Política. Em 1973-1975, cursou Estudos Americanos na Universidade de Nova Iorque.

## Carreira diplomática
Foi embaixador na Itália (em simultâneo na FAO, WFP e IFAD) Malta, São Marino, Espanha, Andorra, Albânia, Portugal, Tajiquistão, Turquemenistão e Cônsul Geral no Rio de Janeiro.
Aquando da sua missão em Portugal, inaugurou a Rede de Judiarias de Portugal “Rotas Sefarad” e destacou a boa relação com a Comunidade Judaica de Belmonte (Portugal), que complementa o seu trabalho em Espanha, onde iniciou uma semelhante rede de judiarias com duas componentes, turística e histórica. A sua passagem por Portugal ficou marcada por, em 30 de outubro de 2012, ter acusado Portugal de ter sido “o único país que colocou a sua bandeira a meia haste durante três dias” quando se soube da morte de Adolf Hitler em 1945. Estas declarações foram repudiadas pelo governo português, tendo motivado uma nota de protesto. Igualmente polémicas foram as suas declarações de protesto, em 2010, pela visita do ministro iraniano dos negócios estrangeiros, Manouchehr Mottaki, a Portugal.

## Liugações externas
- Portugal protests Israeli diplomat’s criticism of Hitler tribute
- Lisbon to summon Israel envoy for criticizing Mottaki visit